# Liste des membres de l'expédition de La Pérouse
Pour un article plus général, voir Expédition de La Pérouse.
Par la durée même de l' expédition, la liste des membres n'est pas immuable. À cause de la maladie et de problèmes personnels, certains ont dû débarquer au long des escales et l'on note au moins un déserteur. D'autres ont quitté l'expédition pour en rapporter les résultats en France, ce qui les sauve. Enfin, deux incidents, un naufrage de barques annexes et une attaque meurtrière ont causé des pertes lourdes dont on connaît le détail. Certains ont donc été embarqués pour remplacer les disparus. Le naufrage final des deux bateaux provoqua la disparition de tous les membres survivants de l'expédition. Certains ont survécu au naufrage, car des traces de campement ont été retrouvées. On sait aussi qu'au moins un membre de l'équipage a été tué au moment du naufrage car on a retrouvé un corps dans l'épave, peut-être celui de Jacques Joseph Le Cor, même si son identification reste incertaine. Certains membres ne sont connus que par leur prénom ou par leur origine : « Benjamin (nègre) », « six matelots chinois ». L'expédition avait prévu « un boot ponté, en pièces, d'environ 20 tonneaux » qui pouvait servir d'embarcation de secours. Aucune trace de la construction d'un tel vaisseau n'a été retrouvée et aucun survivant n'est jamais réapparu. Les récits faisant de Joseph Lepaute Dagelet le dernier survivant, ne résistent pas, semble-t-il, à une analyse géographique.
Cette liste des membres de l'expédition de La Pérouse est tirée de : Jean-François de Galaup comte de La Pérouse, « État général et nominatif des officiers, savants, artistes et marins, embarqués sur les frégates la Boussole et l'Astrobale, aux ordres de M. de La Pérouse, juillet 1785 », in: Voyage de la Pérouse autour du monde, t. 1, 1797, p. 4.
Le texte, la typographie et l'orthographe originale sont respectés. Les lignes précédées d'une astérisque sont des précisions qui ne figurent pas dans ce document. Les liens sont faits à ce niveau, car les noms dans le document original ne comportent pas les prénoms et leur orthographe est très approximative. Il semble qu'il existe un relevé des sommes versées aux membres de l'équipage.

## La Boussole

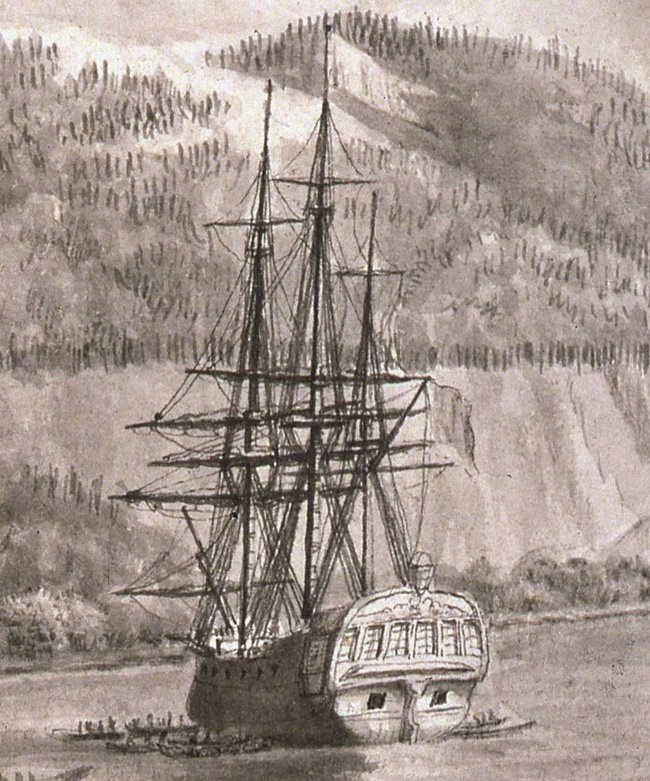
La Boussole au mouillage en Alaska en 1786.

La Boussole est une gabare de 550 tonneaux construite à Bayonne en 1781-1782 sous le nom de Portefaix. Pour les besoins de l'expédition, elle est renommée et armée en frégate en 1785, avec un effectif de 113 hommes.
- Jean-François de Galaup de La Pérouse (1741-1788), chef d'expédition et commandant du navire

### Lieutenants
- Robert Sutton de Clonard (1751-1788), second du navire.
- Charles Gabriel Morel d'Escures (1751-1786), lieutenant de vaisseau, mort à Port-des-Français.

### Enseignes
- Charles Fantin de Boutin, fait lieutenant de vaisseau le 1er mai 1786, et major le 14 avril 1788.
- Ferdinand Marc Antoine Bernier de Pierrevert (1761-1786)
- Colinet de Rochefort : lieutenant de frégate, fait sous-lieutenant de vaisseau le 1er mai 1786.

### Gardes de la marine
- Henri Mel de Saint-Ceran : débarqué à Manille le 16 avril 1787.
- Pierre Armand Léopold de Guirard de Montarnal (1765-1786), mort à Port-des-Français.
- Jacques Louis Rose de Roux d'Arbaud (mort en 1788) : Volontaire, fait élève de la marine le 1er janvier 1786, et lieutenant de vaisseau le 14 avril 1786[3].
- Frédéric Broudou (1760-1788), beau-frère de Jean-François de La Pérouse. Volontaire, fait lieutenant de vaisseau le 1er août 1786.

### Ingénieurs, savants et artistes
- Paul Mérault Monneron (1748-1788), ingénieur en chef de l'expédition. Capitaine au corps du génie.
- Sébastien Bernizet, ingénieur géographe originaire de Narbonne ou il est né le 2 mars 1760. Il dresse la carte de l'île de Jeju le 21 mai 1787[4].
- Claude Rollin, chirurgien.
- Joseph Lepaute Dagelet (1751-1788), astronome. De l'Académie des sciences, professeur à l'école militaire. Il est peut-être l'inconnu de Vanikoro, aujourd'hui inhumé à Brest.
- Jean Honoré Robert de Paul de Lamanon (1752-1787), physicien, minéralogiste, météorologiste, mort à Maouna.
- Jean-André Mongez (abbé Mongès dans la liste) (1750-1788), physicien. Chanoine régulier de la congrégation de France et faisant les fonctions d'aumônier. Il est peut-être l'inconnu de Vanikoro, inhumé à Brest.
- Jacques Joseph Le Cor, (1759-1788), chirurgien. Il est peut-être l'inconnu de Vanikoro, inhumé à Brest.
- Gaspard Duché de Vancy, artiste officiel de l'expédition, auteur d'un portrait de Marie-Antoinette qui l'aurait recommandé pour l'expédition. Son crâne fut envisagé comme trouvé à Vanikoro en avril 2003, mais les tests ADN se révélèrent assez peu concluants.
- Jean-Louis Prévost, le jeune, dessinateur de botanique[5].
- Nicolas Collignon, jardinier botaniste.
- Pierre Guery, horloger.
- Jean Pierre Durand, maître armurier, de Paris[4].

### Officiers mariniers
- Antoine Flhire, caporal[4].
- Adrien-Joachim-Bernard Demametz (1753-1788), officier marinier, né à Dinan en 1753, célibataire[Note 2], second pilote sur l'Astrolabe jusqu'en 1786 puis passe sur la Boussole. En 1804, au décès de son père Thomas Demametz (1721-1804), orfèvre à Dinan[Note 3], il est inscrit sur le registre des successions : « Adrien Demametz, absent, officiellement pas décédé ».

### Canonniers et fusiliers
- Pierre Le Bis, fusilier[4].
- François Joseph Vautrin, canonnier[4].
- Jean Gillet, canonnier[4].
- François Diège, fusilier[4].
- Dominique Champion, fusilier[4].
- Jean Jugon, fusilier[4].

### Charpentiers, calfats et voiliers
- André Chauve, charpentier, du Croisic. En service sur le Vengeur pendant la guerre d'indépendance des États-Unis[4].
- Pierre Meschin, maître calfat, de Rochefort[4].
- Pierre Achard, charpentier, de Caen[4].
- Jean Baptiste Soude, aide charpentier, du Havre[4].
- Pierre Charron, maître charpentier, de Rochefort[4].
- René Marie Cosquer, maître charpentier[4].
- Laurent Quentel, voilier, de Guipavas.

### Gabiers, timoniers et matelots
- Guillaume Lesteven, gabier, de Guipavas.

### Membre d'équipage
- Yves Le Bihan, de Quimper[4].
- Pierre Bretaud, du Croisic[4].
- François Bretel, domestique et membre d'équipage[4].
- Julien Hellec, de Vannes[4].
- Guillaume Durand, né à Saint-Mathieu (Morlaix) le 19 avril 1760[4].
- Jean-Marie Bléas, forgeron, de Brest[4].
- Jean Frichoux, de Recouvrance (Brest)[4].
- Alain Marzin, de Quimper[4].
- Marcel Bonnot, du Croisic[4].
- Jean-François Duquesne[4].
- Joseph Bonneau, boulanger, du Poitou[4].
- Jean Donéty (Doueti), né vers 1764 à Saint-Malo[4].
- René de Saint-Maurice, domestique de Bernier de Pierrevert[4].
- Paul Joseph Marie Berthelé, né le 11 mai 1763 à Ouessant. Il a servi sur le Magnifique pendant la guerre d'indépendance des États-Unis[4].
- Adrien-Joachim-Bernard Demametz, officier marinier, né à Dinan en 1753, célibataire[Note 4], second pilote sur l'Astrolabe jusqu'en 1786 puis passe sur la Boussole. En 1804, au décès de son père Thomas Demametz à Dinan, il est inscrit sur le registre des successions : « Adrien Demametz, absent, officiellement pas décédé ».
- Michel Siron, domestique de Fantin de Boutin[4].

### Suppléments à Manille
- Pierre Louis Guyet de la Villeneuve (1764-1788), lieutenant de vaisseau.

## L’Astrolabe

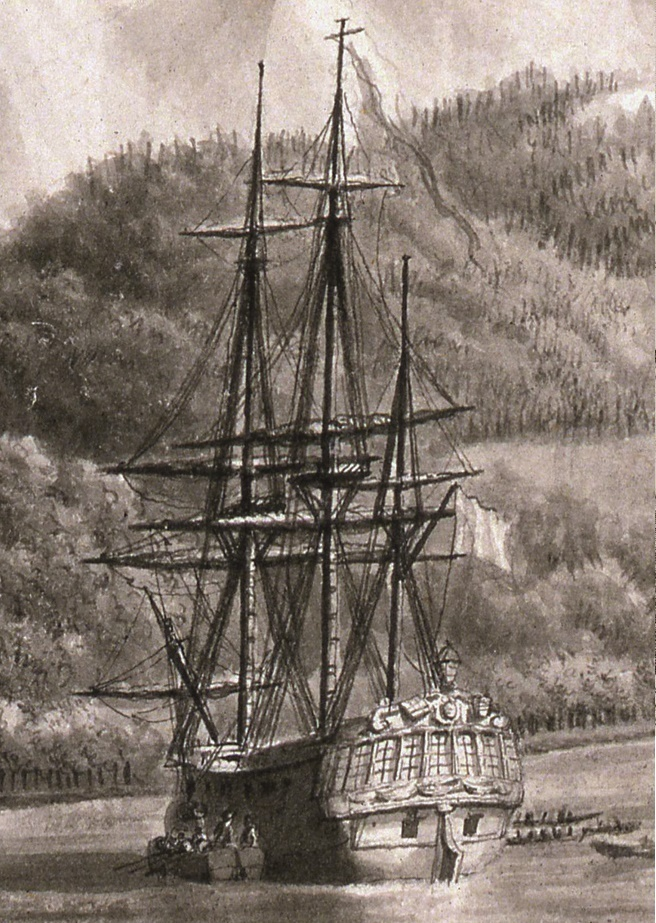
L’Astrolabe au mouillage sur les côtes de l'Alaska en 1786.

L’Astrolabe est une gabare de 450 tonneaux construite au Havre en 1781 sous le nom d'Autruche. Pour les besoins de l'expédition, elle est renommée et armée en frégate en 1785, avec un effectif de 113 hommes.

### Officiers
- Paul Antoine Fleuriot de Langle (1744-1787), commandant, mort à Maouna.
- Anne Georges Augustin de Monti (1753-1788), lieutenant de vaisseau, second du commandant, fait second sur la Boussole.
- François René Charles Treton de Vaujuas (1761-1788), enseigne de vaisseau.
- Prosper Philippe d'Aigremont de Pépinvast (1740/1742-1787), enseigne de vaisseau, mort à Macao.
- Edouard Jean Joseph de Laborde de Marchainville (1762-1786), enseigne de vaisseau, mort à Port-des-Français.
- François Michel Blondela (1761-1788), enseigne de vaisseau.

### Gardes de la Marine et volontaires
- Ange Auguste Joseph de Laborde de Boutervilliers (1766-1786), mort à Port-des-Français.
- Jean Guillaume Law de Lauriston (1766-ca 1788).
- Joseph de Raxi de Flassan (1764-1786), lieutenant de Vaisseau, mort à Port-des-Français.

### Ingénieurs, savants, artistes et diplomates
- Louis Monge (1748-1827), astronome, débarqué malade à Tenerife, ce qui le sauve.
- Joseph Hugues Boissieu La Martinière (dit Joseph (de) La Martinière) (1758-1788), médecin et naturaliste.
- Jean-Nicolas Dufresne (1747-1812), naturaliste, chroniqueur de l'expédition, débarqué à Macao le 1er février 1788, ce qui le sauve.
- Louis Receveur, aumônier et naturaliste.
- Guillaume Prévost, dessinateur de botanique, oncle de Jean-Louis Robert Prévost.
- Simon Lavaux, chirurgien.
- Jean Guillou, second chirurgien.
- Barthélémy de Lesseps (1766-1834)[Note 5], diplomate, débarqué à Petropavlovsk.

### Canonniers et fusiliers
- François Bignon, fusilier[4].
- Joseph Fretsch, fusilier[4].
- Louis David, fusilier, mort le 1er décembre 1787 à Tutuila, archipel de Bougainville[4].
- François Sautot, fusilier[4].
- Thomas Chrétien, fusilier[4].

### Charpentiers, calfats et voiliers
- Jean Berny, second charpentier sur l'Astrolabe, originaire du Croisic[4].
- Jean Grosset, maître voilier, né à Brest vers 1757[4].
- Jean François Paul, maître calfat, de Brest[4].
- Pierre Fouache, charpentier, de Caen[4].
- Robert Marie Legal, maître charpentier, de Nantes[4].
- Yves Bourhis, aide voilier, de Lorient[4].

### Gabiers, timoniers et matelots
- Yves Louis Garandel, maître gabier, originaire de Brest, novice sur l'Actionnaire[4].
- Maurice Le Corre, matelot, originaire de Recouvrance (Brest)[4].
- François-Marie Vantigny, matelot, né à Roscoff le 21 août 1766 et demeurant à Morlaix[4].
- Pierre-Marie Paugam, matelot, de Morlaix[4].
- Jean-Louis Bellec, matelot, de Lorient[4].
- Claude Lorgi, matelot, de Crozon[4].
- Pierre-Marie Rio, matelot, de Vannes[4].
- Guillaume Autret, matelot, de Morlaix[4].
- Jean Bernard, matelot, de Brest. Il a servi sur le Diadème pendant la guerre d'indépendance des États-Unis[4].
- Louis Alles, matelot, de Tréguier[4].
- François Le Locat, matelot, de Saint-Brieuc[4].
- Jean Gourmelon, matelot, né à Brest vers 1759[4].
- Pierre Banniou, matelot, de Morlaix[4].
- Jean Hamon, matelot, de Morlaix[4].

### Autres
- Mathurin Le Goff, originaire de Saint-Brieuc, coq (cuisinier)[4].
- Mathurin Léon, premier pilote, né en 1750 à Brest[4].
- Jean Laine, aide pilote, de Saint-Brieuc[4].
- René Richard, boucher, de Brest[4].
- François-Marie Omnes, forgeron, de Recouvrance[4].
- François Querre, pilote côtier, de Saint-Brieuc[4].
- Pierre Canevet, tonnelier, de Crozon[4].
- Jean-Marie Kermiel, commis aux vivres, de Crozon, mort le 7 septembre 1787 par une arme à feu[4].
- François-Marie Audignon, maître d'équipage surnuméraire, de Morlaix[4].

### Suppléments à Macao ou Manille
- Gabriel Jean du Pac de Bellegarde (1765-1788).
- Pierre Le Gobien (1767-1788).

## Bateau inconnu
- François Marin, fusilier[4].